# Franklinfurnaceïta
La franklinfurnaceïta és un mineral de la classe dels silicats, que pertany al grup de la clorita. Rep el nom del nom antic de la ciutat de Franklin, Franklin Furnace, que es va anomenar d'aquesta manera fins al 23 d'abril de 1913.

## Característiques
La franklinfurnaceïta és un silicat de fórmula química Ca₂Fe3+Mn2+₃Mn3+(Zn₂Si₂O10)(OH)₈. Cristal·litza en el sistema monoclínic. La seva duresa a l'escala de Mohs és 3.
Segons la classificació de Nickel-Strunz pertany a «09.EC - Fil·losilicats amb plans de mica, compostos per xarxes tetraèdriques i octaèdriques» juntament amb els següents minerals: minnesotaïta, talc, wil·lemseïta, ferripirofil·lita, pirofil·lita, boromoscovita, celadonita, txernikhita, montdorita, moscovita, nanpingita, paragonita, roscoelita, tobelita, aluminoceladonita, cromofil·lita, ferroaluminoceladonita, ferroceladonita, cromoceladonita, tainiolita, ganterita, annita, efesita, hendricksita, masutomilita, norrishita, flogopita, polilitionita, preiswerkita, siderofil·lita, tetraferriflogopita, fluorotetraferriflogopita, wonesita, eastonita, tetraferriannita, trilitionita, fluorannita, xirokxinita, shirozulita, sokolovaïta, aspidolita, fluoroflogopita, suhailita, yangzhumingita, orlovita, oxiflogopita, brammal·lita, margarita, anandita, bityita, clintonita, kinoshitalita, ferrokinoshitalita, oxikinoshitalita, fluorokinoshitalita, beidel·lita, kurumsakita, montmoril·lonita, nontronita, volkonskoïta, yakhontovita, hectorita, saponita, sauconita, spadaïta, stevensita, swinefordita, zincsilita, ferrosaponita, vermiculita, baileyclor, chamosita, clinoclor, cookeïta, gonyerita, nimita, ortochamosita, pennantita, sudoïta, donbassita, glagolevita, borocookeïta, aliettita, corrensita, dozyïta, hidrobiotita, karpinskita, kulkeïta, lunijianlaïta, rectorita, saliotita, tosudita, brinrobertsita, macaulayita, burckhardtita, ferrisurita, surita, niksergievita i kegelita.

## Formació i jaciments
Va ser descoberta a la mina Franklin, una mina que es troba a la localitat homònima dins el districte miner de Franklin, al comtat de Sussex (Nova Jersey, Estats Units). Es tracta de l'únic indret de tot el planeta on ha estat descrita aquesta espècie mineral.